# Federico Franco
Luis Federico Franco Gómez (sinh ngày 24 tháng 7 năm 1962) là một chính trị gia người Paraguay đã là Tổng thống Paraguay từ 22 tháng 6 năm 2012. Ông là đảng viên của Đảng Tự do Cấp tiến Chân chính, ông được bầu làm Phó tổng thống của Paraguay trong cuộc bầu cử tổng thống năm 2008 với tư cách người cùng chạy đua tranh cử của Fernando Lugo, ông nhậm chức vào tháng 8 năm 2008. Ngày 22 tháng 6 năm 2012, sau khi Fernando Lugo bị Thượng viện Paraguay luận tội và cách chức sau khi Fernando Lugo ra lệnh dùng vũ lực thu hồi đất trái phép khiến 17 người thiệt mạng, ông đã kế nhiệm công Lugo làm Tổng thống.
Franco là một bác sĩ phẫu thuật chuyên nghiệp. Ông là em trai của Julio César Franco, hiện nay thượng nghị sĩ và cựu chủ tịch của Đảng Tự do Cấp tiến Chân chính, và cũng cựu Phó tổng thống. Federico Franco cũng là cựu chủ tịch của PLRA và là Thống đốc của Trung ương Cục 2003-2008.
Theo hiến pháp của Paraguay, Phó Tổng thống Federico Franco sẽ được chỉ định lên thay ông Lugo, người vẫn bị ông Franco lâu nay mạnh mẽ chống lại.

## Tiểu sử

### Thời trẻ
Federico Franco sinh ở thành phố Asunción ngày 24 tháng 7 năm 1962. Ông đã kết hôn vào ngày 20 tháng 2 năm 1982 với Emilia Alfaro, ông được bầu làm dân biểu quốc hội của Paraguay cho giai đoạn 2008-2013. Ông là cha của bốn đứa con, Luis Federico Franco, Claudia Vanessa, Ivan Alexander và Enzo Sebastian.
Franco học trường tiểu học tại Cộng hòa Dominica. Ông học trung học ở Apostolic College San Jose, tất cả đều ở Asunción.
Đối với bậc đại học, ông hy vọng sẽ trở thành một bác sĩ để ông vào Khoa Khoa học Y khoa, Đại học Quốc gia Asuncion. Sau khi hoàn thành các môn học vào năm 1986, ông đã nhận được danh hiệu của Bác sĩ phẫu thuật với điểm trung bình chung là 4,56 đến 5,00. Sau đó, ông nhận bằng tốt nghiệp trong ngành y nội khoa.